# Lilium bolanderi
Lilium bolanderi é uma espécie de planta com flor, pertencente à família Liliaceae. É nativa da América do Norte, com ocorrências nos estados da Califórnia e Oregon. A planta floresce a altitudes entre 900 e 1 800 metros.